# Zaniemyśl
Zaniemyśl is een dorp in het Poolse woiwodschap Groot-Polen, in het district Średzki (Groot-Polen). De plaats maakt deel uit van de gemeente Zaniemyśl en telt 2200 inwoners.

## Verkeer en vervoer
- Station Zaniemyśl